# Cygnus (veicolo spaziale)

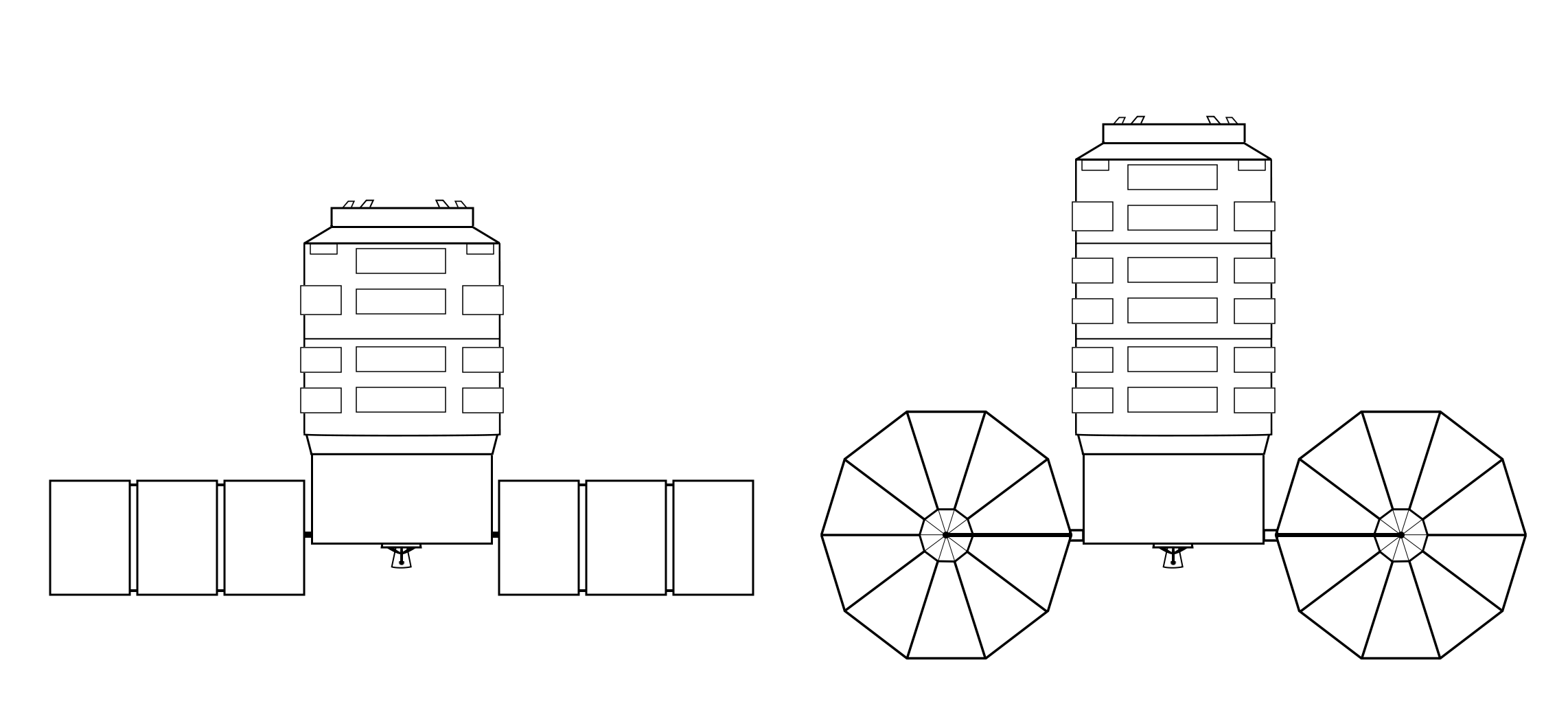
Le due versioni previste del Cygnus.

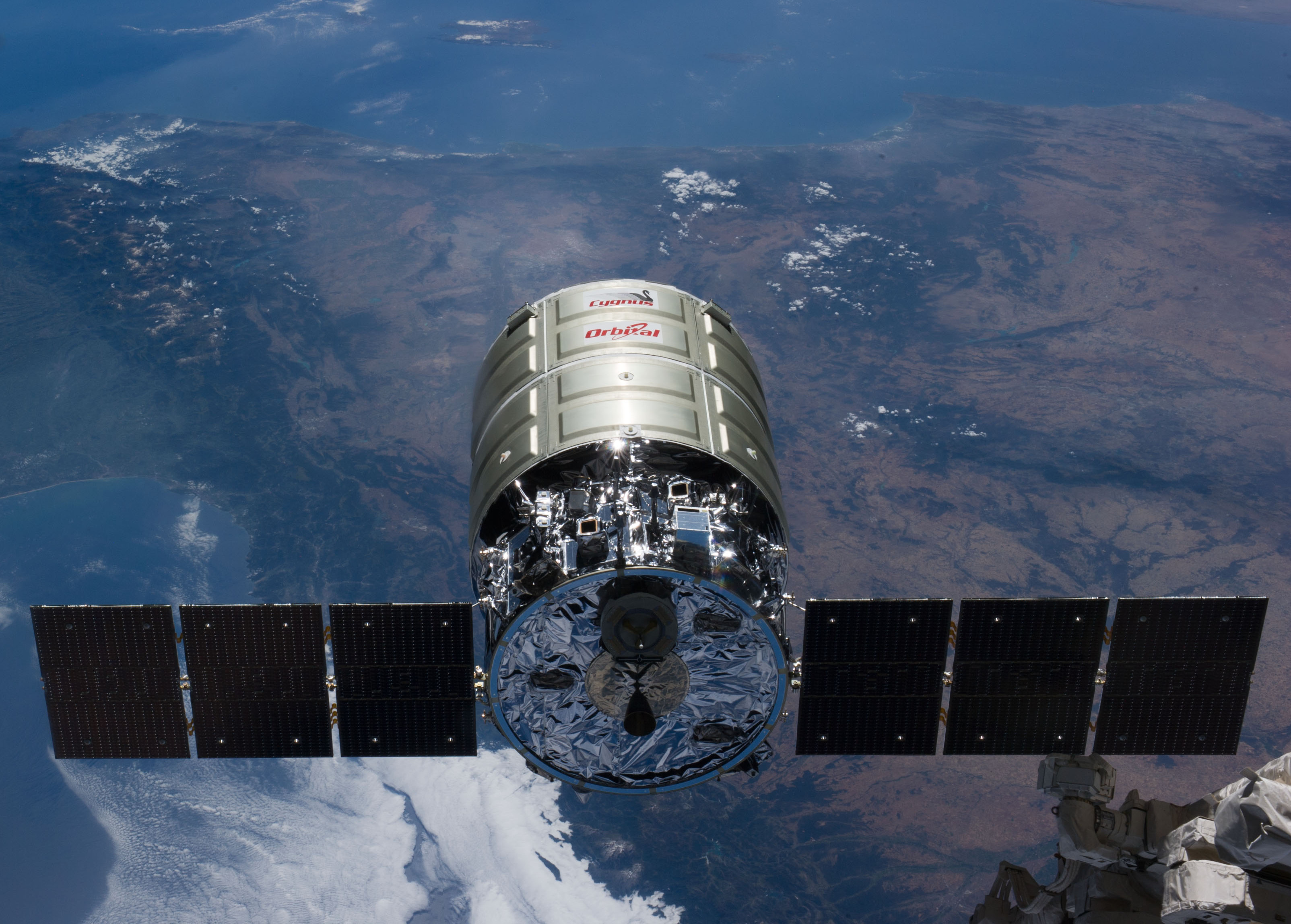
La Cygnus in avvicinamento alla ISS.

Il veicolo spaziale Cygnus è un veicolo da rifornimento senza equipaggio, privo della capacità di rientro nell'atmosfera terrestre, sviluppato della Orbital Sciences Corporation e attualmente costruito e lanciato da Northrop Grumman nell'ambito del programma Commercial Resupply Services (CRS) di NASA per il rifornimento della Stazione spaziale internazionale. La navetta viene lanciata attraverso vettori come Antares di Northrop Grumman o Atlas V della United Launch Alliance.
Dall'agosto 2000 le missioni di rifornimento verso la ISS sono effettuate regolarmente dal veicolo spaziale russo Progress, come dal veicolo Automated Transfer Vehicle dell'ESA e del H-II Transfer Vehicle dell'agenzia spaziale giapponese. 
Con il Cygnus la NASA sta cercando di incrementare la propria partnership con le industrie statunitensi del settore aerospaziale..

## Sviluppo

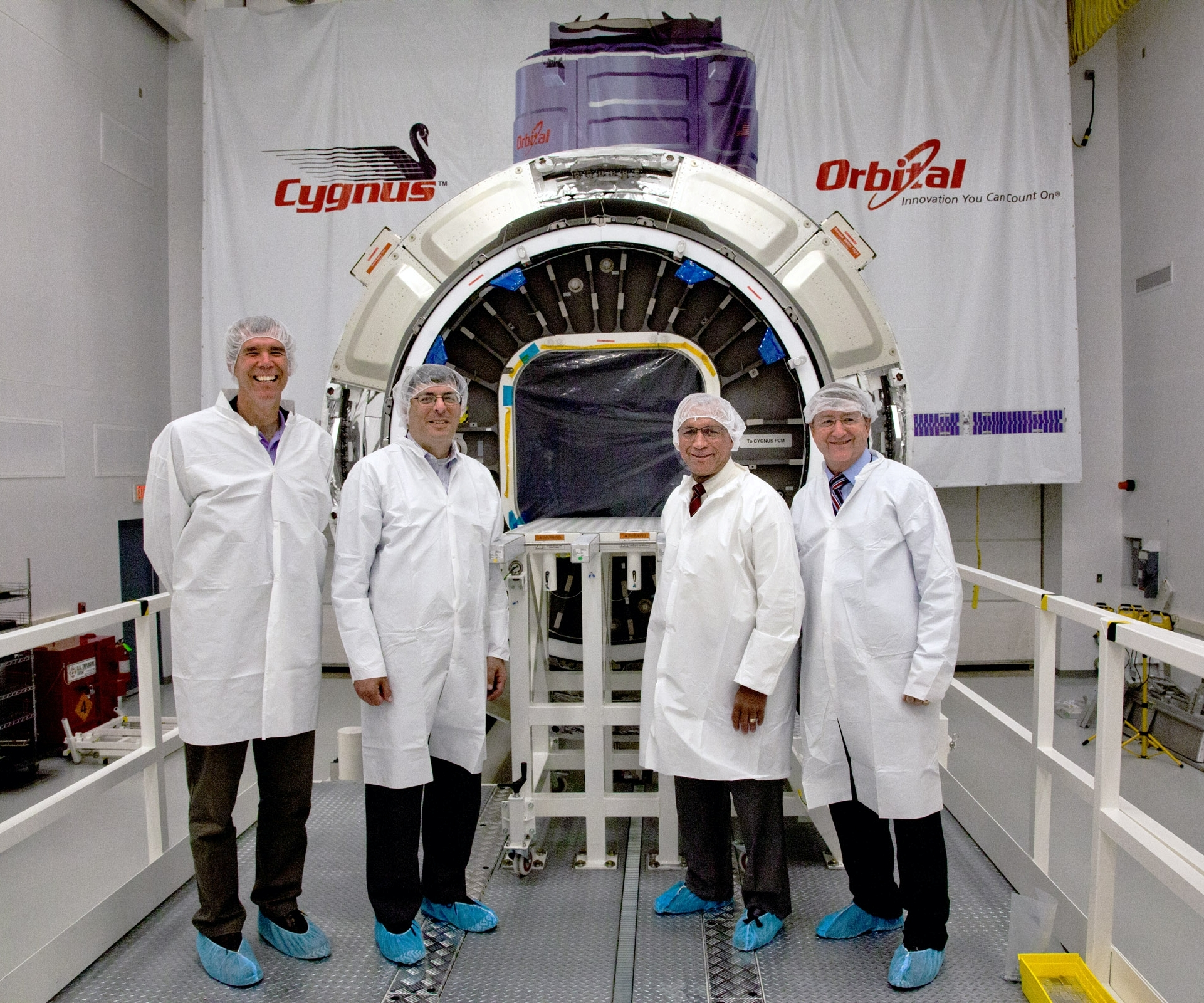
L'amministratore della NASA Charles Bolden (terzo da sinistra) di fronte alla navetta Cygnus nel maggio 2012

Quando l'azienda Rocketplane Kistler non riuscì ad adempiere agli obblighi contrattuali del programma Commercial Orbital Transportation Services (COTS), la NASA terminò il contratto con l'azienda e riassegnò il suo contratto dopo una selezione. 
Il 19 febbraio 2008, la NASA annunciò di aver scelto Orbital Sciences, assegnando un contratto da 1,9 miliardi di dollari nel programma Commercial Resupply Services, per trasportare fino a 20000 kg di rifornimenti in otto lanci, fino al 2016.
Il primo volo della navetta Cygnus era inizialmente previsto per dicembre 2010, ma la missione dimostrativa venne lanciata con successo il 18 settembre 2013 e il primo volo di rifornimento arrivò alla stazione spaziale il 12 gennaio 2014.
La missione Cygnus CRS Orb-4, lanciata nel dicembre 2015 tramite il lanciatore Atlas V è stata la prima ad impiegare una versione migliorata della navetta Cygnus. Inizialmente era previsto che il volo inaugurale di questa versione fosse nella quinta missione, ma il fallimento della missione Cygnus CRS Orb-3 e il passaggio al lancitore Atlas V causarono dei ritardi. L'impiego della versione migliorata e la maggiore capacità di carico dell'Atlas hanno permesso di aumentare il carico utile a 3500 kg.

## Design

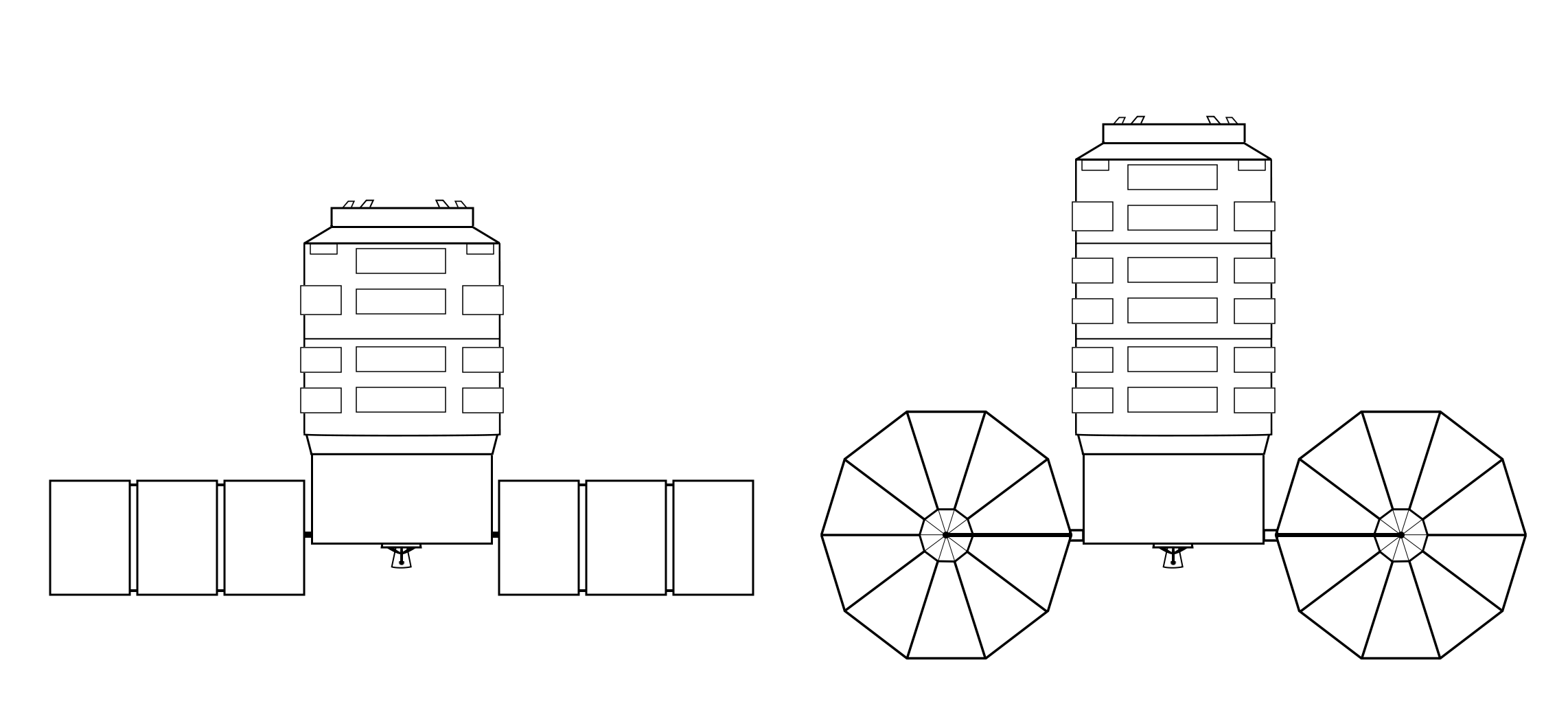
Disegno in scala comparativo tra la versione standard della navetta (sinistra) e la versione migliorata (destra)

La navetta Cygnus è costituita da due componenti principali: il modulo per il carico pressurizzato (Pressurized Cargo Module - PCM) e il modulo di servizio (Service Module - SM). Il modulo per il carico è costruito da Thales Alenia Space a Torino. I primi moduli avevano una massa a vuoto di 1500 kg, e un volume di 18 m³. Il modulo di servizio è costruito da Orbital ATK ed è basato sulla piattaforma satellitare GEOStar e LEOStar, e alcuni componenti derivano dalla sonda Dawn. Il modulo di servizio ha una massa di 1800 kg, fornisce propulsione tramite motori che impiegano idrazina e tetrossido di diazoto e produce fino a 4 kW di energia elettrica tramite due pannelli fotovoltatici multigiunzione ad arseniuro di gallio (GaAs), costruiti da Dutch Space.

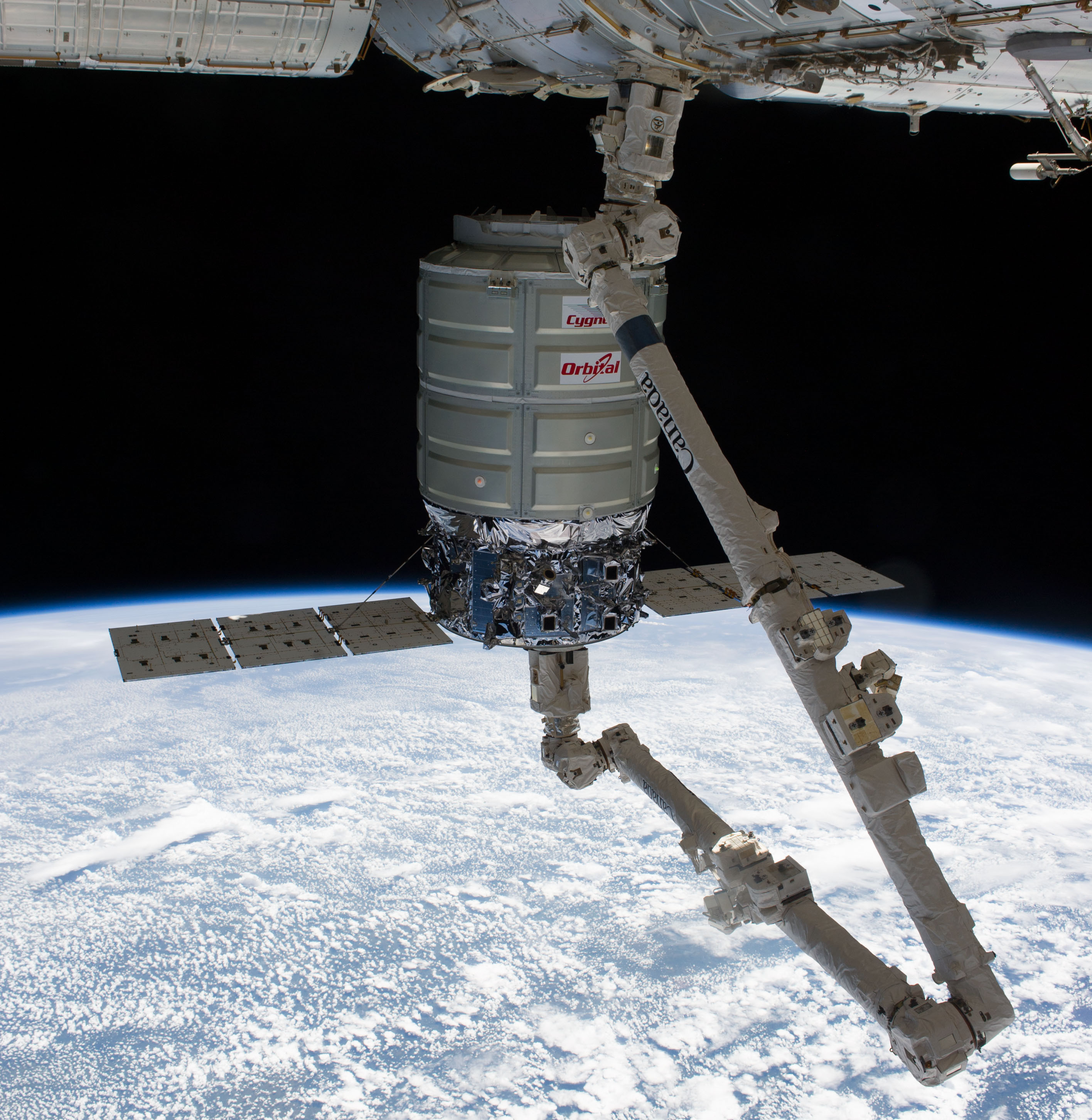
La navetta Cygnus viene sganciata dal modulo Harmony

La quarta e tutte le successive navette Cygnus appartengono alla variante migliorata (enhanced), e la versione standard è stata ritirata. Nella variante migliorata viene impiegato un modulo per il carico pressurizzato con peso a vuoto di 1800 kg che aumenta il volume interno a 27 m³, mentre il modulo di servizio è equipaggiato con pannelli fotovoltaici che forniscono la stessa potenza ma con una massa inferiore rispetto alla variante standard. 
La versione migliorata ha impiegato un nuovo stadio superiore chiamato Castor 30XL, costruito da Orbital ATK. La maggiore spinta di questo stadio e il minor peso dei pannelli fotovoltaici hanno permesso di aumentare il carico utile per la stazione spaziale di 700 kg.
Durante una normale missione del programma Commercial Resupply Services (CRS), la navetta Cygnus si avvicina alla stazione spaziale e successivamente viene agganciata dal braccio robotico della stazione tramite un dispositivo di aggancio presente sulla navetta. Il braccio robotico sposta la navetta agganciandola al modulo Harmony tramite il sistema Common Berthing Mechanism. Questo sistema di aggancio avviene anche con le altre navette impiegate nel programma CRS, come la H-II Transfer Vehicle e la navetta Dragon 1. Normalmente la navetta Cygnus resta agganciata alla stazione per circa 30 giorni.
La navetta Cygnus, analogamente alla navetta Progress non ha la capacità di rientrare a Terra, ma può essere caricata con equipaggiamento non più utile e rifiuti che vengono distrutti assieme alla navetta stessa durante il rientro atmosferico.
Nel 2018 l'azienda italiana Tesi, in collaborazione con i progetti di Thales Alenia Space, ha realizzato gli MDPS (Meteorite and Debris Protection System) per Cygnus, ovvero degli scudi metallici contro i micro meteoriti lungo il suo tragitto.
Tra le varianti pianificate ma non realizzate, era prevista una variante con un modulo non pressurizzato al posto del modulo pressurizzato, basato sull'ExPRESS Logistics Carrier della NASA, per il trasporto di parti di ricambio per la stazione spaziale, chiamate anche Orbital Replacement Unit (ORU). Un'altra variante non realizzata possedeva un modulo per il ritorno del cargo (Return Cargo Module), che avrebbe permesso alla navetta di riportare a Terra dell'equipaggiamento in modo non distruttivo.

### Versioni CRS-2

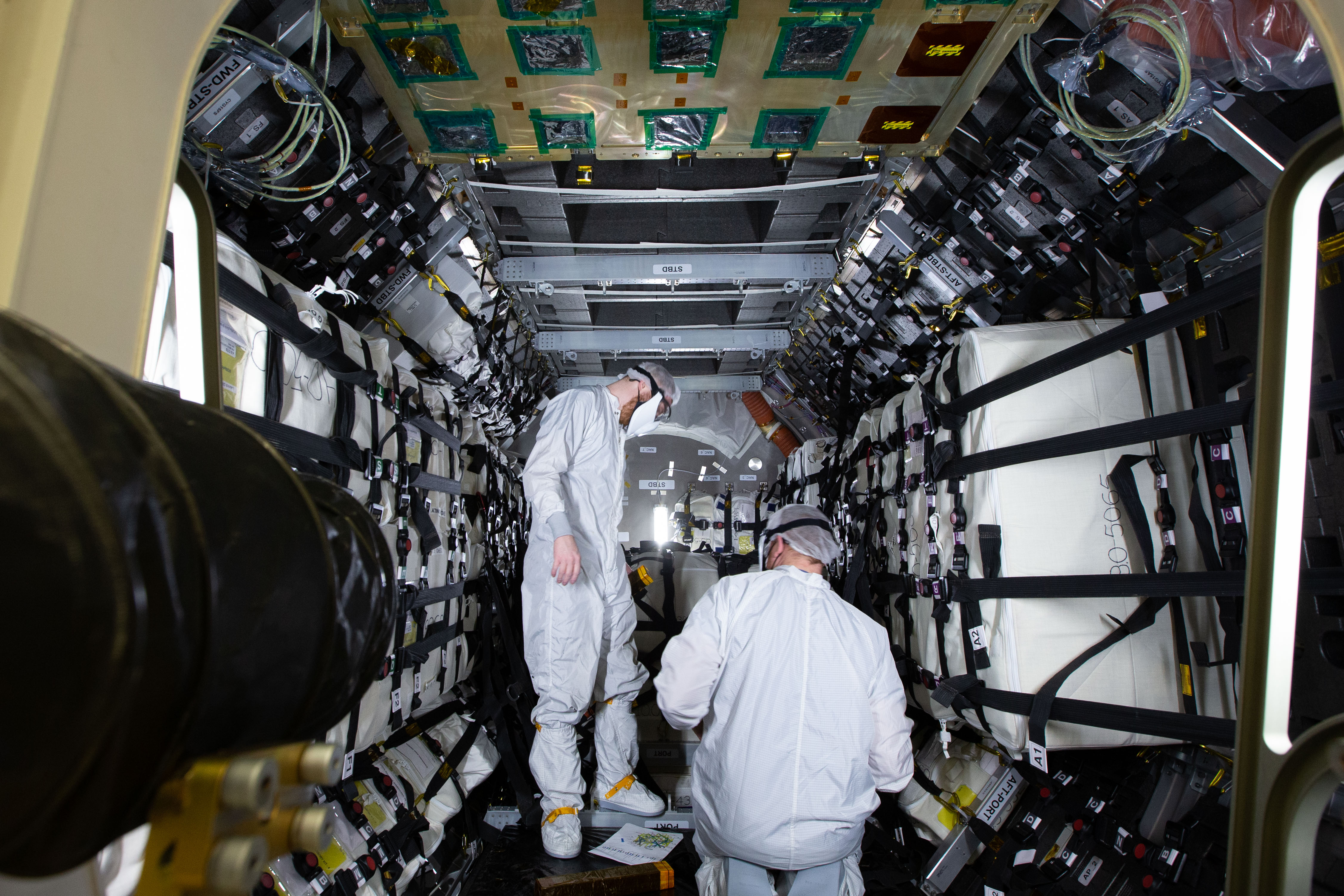
Caricamento di equipaggiamento nel modulo cargo della navetta Cygnus

Il 10 aprile 2014 la NASA ha annunciato la seconda fase del programma Commercial Resupply Services (CRS-2), per il trasporto di rifornimenti ed equipaggiamento sulla stazione spaziale. Per rispettare i nuovi requisiti NASA, Orbital ATK studiò tre nuove varianti della navetta. Il 14 gennaio 2016 la NASA assegnò ad Orbital ATK un nuovo contratto per il programma CRS-2.
La prima sarebbe stata una versione aggiornata della Cygnus migliorata (Cygnus Enhanced) in grado di trasportare dal 10% al 15% di carico in più rispetto alla versione impiegata nella prima fase del programma CRS, da utilizzare con il lanciatore Antares.
La seconda versione avrebbe impiegato un modulo pressurizzato per il carico (PCM) più grande da impiegare con il lanciatore Atlas V.
La terza versione avrebbe impiegato un modulo non pressurizzato per il carico (Unpressurized Cargo Module - UCM), basato sull'ExPRESS Logistics Carrier, che sostituiva il modulo pressurizzato CSM, con un sistema di aggancio standard Common Berthing Mechanism.
Riassumendo, Orbital ATK propose una variante meno capiente basata sul lanciatore Antares, e una variante basata sul lanciatore Atlas V.
La missione Cygnus NG-12 è stata la prima del programma CRS-2 ed è stata svolta con un lanciatore Antares 230.

### Variante per il Lunar Gateway
Nell'agosto 2019, la NASA decise di affidare alla Northrop Grumman Innovation Systems il modulo Habitation and Logistics Outpost (HALO) del Lunar Gateway. L'azienda ha proposto un modulo abitativo di 6,1 m per 3 m basato sulla versione migliorata della navetta Cygnus e un secondo progetto di un modulo di 7 m per 4,4 m, anch'esso basato sul progetto della navetta Cygnus.
Il modulo prevede l'installazione sulla parte esterna di portelli di aggancio, radiatori termici, batterie e antenne per le comunicazioni. Il progetto è di tipo modulare per migliorare la compatibilità dei componenti e avere test più veloci dei sistemi di supporto vitale.
Il modulo ospiterà l'equipaggio della missione Artemis 3 e dello Human Landing System nel 2025. 
Il 5 giugno 2020, NASA ha assegnato un contratto da 187 milioni di dollari alla Northrop Grumman Innovation Systems per completare il progetto preliminare del modulo HALO. La NASA utilizzerà un secondo contratto per la costruzione del modulo HALO e la sua integrazione con il componente Power and Propulsion Element (PPE), costruito da Maxar

## Lista delle missioni
Il modulo pressurizzato di ogni navetta è chiamato in onore di una persona che ha lavorato con l'agenzia spaziale statunitense (principalmente un astronauta).
| Missione          | Stemma | Navetta                               | Lanciatore                | Data di lancio              | Esito missione     |
| ----------------- | --- | ------------------------------------- | ------------------------- | --------------------------- | ------------------ |
| Antares A-ONE     | N.D. | Cygnus Payload Simulator              | Antares 110               | 21 aprile 2013 21:00 UTC    | Riuscito           |
| Antares A-ONE     | Primo lancio dell'Antares, per verificare le performance e le capacità del lanciatore. Il carico era costituito da un modulo che simulava il peso e le dimensioni della navetta Cygnus.                                         |                                       |                           |                             |                    |
| Cygnus CRS Orb-D1 | N.D. | Cygnus standard George Low            | Antares 110               | 18 settembre 2013 14:58 UTC | Riuscito           |
| Cygnus CRS Orb-D1 | Prima missione Cygnus, prima missione ad agganciarsi con la stazione spaziale. Secondo volo dell'Antares. L'aggancio è stato ritardato da un piccolo problema di connessione dati con i computer di bordo, che è stato risolto. |                                       |                           |                             |                    |
| Cygnus CRS Orb-1  | | Cygnus standard Gordon Fullerton      | Antares 120               | 9 gennaio 2014 18:07 UTC    | Riuscito           |
| Cygnus CRS Orb-1  | Prima missione del programma Commercial Resupply Service (CRS), prima missione ad utilizzare lo stadio superiore Castor 30B |                                       |                           |                             |                    |
| Cygnus CRS Orb-2  | | Cygnus standard Janice Voss           | Antares 120               | 13 luglio 2014 16:52 UTC    | Riuscito           |
| Cygnus CRS Orb-2  | Seconda missione del programma Commercial Resupply Service (CRS) |                                       |                           |                             |                    |
| Cygnus CRS Orb-3  | | Cygnus standard Deke Slayton          | Antares 130               | 28 ottobre 2014 22:22 UTC   | Fallito            |
| Cygnus CRS Orb-3  | Prima missione ad impiegare lo stadio superiore Castor 30XL, ha subìto un guasto catastrofico che ha causato un'esplosione del lanciatore poco dopo il lancio.                                                                  |                                       |                           |                             |                    |
| Cygnus CRS OA-4   | | Cygnus migliorata Deke Slayton II     | Atlas V 401               | 6 dicembre 2015 21:44 UTC   | Riuscito           |
| Cygnus CRS OA-4   | Prima missione ad utilizzare la variante migliorata (enhanced) della navetta Cygnus. La Orbital Sciences ha effettuato un contratto con la United Launch Alliance per utilizzare il lanciatore Atlas V                          |                                       |                           |                             |                    |
| Cygnus CRS OA-6   | | Cygnus migliorata Rick Husband        | Atlas V 401               | 23 marzo 2016 03:05 UTC     | Riuscito           |
| Cygnus CRS OA-6   | Seconda missione a volare con il lanciatore Atlas V. La Orbital Sciences ha effettuato un contratto con la United Launch Alliance per utilizzare il lanciatore Atlas V.                                                         |                                       |                           |                             |                    |
| Cygnus CRS OA-5   | | Cygnus migliorata Alan Poindexter     | Antares 230               | 17 ottobre 2016 23:45 UTC   | Riuscito           |
| Cygnus CRS OA-5   | Prima missione ad impiegare il lanciatore Antares 230 |                                       |                           |                             |                    |
| Cygnus CRS OA-7   | | Cygnus migliorata John Glenn          | Atlas V 401               | 18 aprile 2017 15:11 UTC    | Riuscito           |
| Cygnus CRS OA-7   | [ 29 ] [ 30 ] [ 32 ] [ 33 ] [ 34 ] |                                       |                           |                             |                    |
| Cygnus CRS OA-8E  | | Cygnus migliorata Gene Cernan         | Antares 230               | 12 novembre 2017 12:19 UTC  | Riuscito           |
| Cygnus CRS OA-8E  | |                                       |                           |                             |                    |
| Cygnus CRS OA-9E  | | Cygnus migliorata J.R. Thompson       | Antares 230               | 21 maggio 2018 08:44 UTC    | Riuscito           |
| Cygnus CRS OA-9E  | [ 35 ] |                                       |                           |                             |                    |
| Cygnus NG-10      | | Cygnus migliorata John Young          | Antares 230               | 17 novembre 2018 09:01 UTC  | Riuscito           |
| Cygnus NG-10      | [ 36 ] |                                       |                           |                             |                    |
| Cygnus NG-11      | | Cygnus migliorata Roger Chaffee       | Antares 230               | 17 aprile 2019 20:46 UTC    | Riuscito           |
| Cygnus NG-11      | [ 37 ] |                                       |                           |                             |                    |
| Cygnus NG-12      | | Cygnus migliorata Alan Bean           | Antares 230+              | 2 novembre 2019 13:59 UTC   | Riuscito           |
| Cygnus NG-12      | |                                       |                           |                             |                    |
| Cygnus NG-13      | | Cygnus migliorata Robert Lawrence Jr. | Antares 230+              | 15 febbraio 2020 20:21 UTC  | Riuscito           |
| Cygnus NG-13      | Il 9 febbraio 2020 il lancio è stato rinviato a meno di tre minuti dal decollo a causa della lettura anomala di un sensore. |                                       |                           |                             |                    |
| Cygnus NG-14      | | Cygnus migliorata Kalpana Chawla      | Antares 230+              | 3 ottobre 2020 01:16 UTC    | Riuscito           |
| Cygnus NG-14      | Il 1 ottobre il lancio è stato rinviato |                                       |                           |                             |                    |
| Cygnus NG-15      | | Cygnus migliorata Katherine Johnson   | Antares 230+              | 20 febbraio 2021 17:36 UTC  | Riuscito           |
| Cygnus NG-15      | |                                       |                           |                             |                    |
| Cygnus NG-16      | | Cygnus migliorata Ellison Onizuka     | Antares 230+              | 10 agosto 2021 22:01 UTC    | Riuscito           |
| Cygnus NG-16      | |                                       |                           |                             |                    |
| Cygnus NG-17      | | Cygnus migliorata Piers Sellers       | Antares 230+              | 19 febbraio 2022, 17:40 UTC | Riuscito           |
| Cygnus NG-17      | Primo veicolo commerciale a riprendere la manovra per innalzare l'orbita della stazione spaziale dopo essere stata interrotta, il 25 giugno 2022                                                                                |                                       |                           |                             |                    |
| Cygnus NG-18      | | Cygnus migliorata Sally Ride          | Antares 230+              | 7 novembre 2022, 10:32 UTC  | Riuscito           |
| Cygnus NG-18      | |                                       |                           |                             |                    |
| Cygnus NG-19      | | Cygnus migliorata Laurel Clark        | Antares 230+              | 2 agosto 2023, 00:31 UTC    | Riuscito           |
| Cygnus NG-19      | Ultimo volo con il lanciatore Antares |                                       |                           |                             |                    |
| Cygnus NG-20      | | Cygnus migliorata Patricia Robertson  | Falcon 9 Block 5 B1077.10 | 30 gennaio 2024             | Riuscito           |
| Cygnus NG-20      | Primo volo con il lanciatore Falcon 9 |                                       |                           |                             |                    |
| Cygnus NG-21      | | Cygnus migliorata Dick Scobee         | Falcon 9 Block 5 B1080.10 | 4 agosto 2024               | Riuscito           |
| Cygnus NG-21      | Secondo volo con il lanciatore Falcon 9. |                                       |                           |                             |                    |
| Cygnus NG-22      | | Cygnus migliorata                     | Falcon 9 Block 5          |                             | Missione annullata |
| Cygnus NG-22      | La missione è stata annullata a causa del danneggiamento della navetta durante il suo trasporto verso il sito di lancio in Florida.                                                                                             |                                       |                           |                             |                    |
| Cygnus NG-23      | | Cygnus migliorata                     | Antares 330               | settembre 2025              | Programmato        |
| Cygnus NG-23      | Primo volo con il lanciatore Antares 330 |                                       |                           |                             |                    |
| Cygnus NG-24      | | Cygnus migliorata                     | Antares 330               | 2026                        | Programmato        |
| Cygnus NG-24      | |                                       |                           |                             |                    |
| Cygnus NG-25      | | Cygnus migliorata                     | Antares 330               | 2026                        | Programmato        |
| Cygnus NG-25      | |                                       |                           |                             |                    |